# وسا واسارا
وسا واسارا (فنلاندی: Vesa Vasara؛ زادهٔ ۱۶ اوت ۱۹۷۶) بازیکن فوتبال، و سرمربی (فوتبال) اهل فنلاند بود.
از باشگاه‌هایی که در آن بازی کرده‌است می‌توان به باشگاه فوتبال کالمار اشاره کرد. وی هم‌اکنون سرمربی باشگاه فوتبال هونکا است.